# Lulinha
Lulinha, właśc. Luiz Marcelo Morais Hamlyn dos Reis (ur. 10 kwietnia 1990 w Mauá) – brazylijski piłkarz występujący na pozycji ofensywnego pomocnika bądź napastnika, zawodnik japońskiego klubu Montedio Yamagata.

## Kariera klubowa
Lulinha startował jako zawodnik futsalowy w zespole młodzików Corinthians Paulista w wieku ośmiu lat. W 2007 pojawiły się spekulacje na temat ewentualnego transferu zawodnika do Europy, ale w listopadzie 2007 przedłużył kontrakt z klubem do 2012 wraz z klauzulą w wysokości 35 milionów euro. Na sezon 2009/2010 został wypożyczony do drugoligowego portugalskiego GD Estoril Praia. Następnie był zawodnikiem SC Olhanense, EC Bahia, Ceará SC, Criciúma EC, Red Bull Brasil, Botafogo FR, Mogi Mirim EC, Pohang Steelers, Nadi asz-Szarika, Pafos FC i Júbilo Iwata.
4 kwietnia 2021 podpisał kontrakt z japońskim klubem Montedio Yamagata występującym w J2 League, kontrakt do 31 stycznia 2022.

## Kariera reprezentacyjna
W 2007 pomógł reprezentacji Brazylii do lat 17 zatriumfować w Mistrzostwach Ameryki Południowej U-17, zdobywając dwanaście goli w siedmiu meczach. W 2007 grając w Igrzyskach Panamerykańskich zdobył trzy bramki w trzech meczach.